# Holcomycteronus
Holcomycteronus és un gènere de peixos teleostis de la família dels ofídids.

## Particularitats
Holcomycteronus comprèn sis espècies de peixos abissals marins i cecs.
El gènere es coneixia abans com Grimaldichthys, nom provenent de la família Grimaldi de Mónaco.

## Taxonomia
- Holcomycteronus aequatoris (Smith & Radcliffe, 1913).
- Holcomycteronus brucei (Dollo, 1906).
- Holcomycteronus digittatus Garman, 1899.
- Holcomycteronus profundissimus (Roule, 1913).
- Holcomycteronus pterotus (Alcock, 1890).
- Holcomycteronus squamosus (Roule, 1916).